# Scaphiodontophis
Scaphiodontophis är ett släkte av ormar som ingår i familjen snokar.
Arterna är med en längd upp till 75 cm små ormar. De förekommer i Central- och Sydamerika och vistas där i skogar. Dessa ormar jagar troligen ödlor och andra ormar. Honor lägger ägg.
Arter enligt Catalogue of Life och The Reptile Databas:
- Scaphiodontophis annulatus
- Scaphiodontophis venustissimus